# سیارک ۱۵۲۸
سیارک ۱۵۲۸ (به انگلیسی: 1528 Conrada، نامگذاری:1940CA) هزار و پانصد و بیست و هشتمین سیارک کشف شده‌است که در ۱۰ فوریه ۱۹۴۰ و در هایدلبرگ کشف شد.
قدر مطلق سیارک برابر ۱۲٫۴۰ است.